# Charles Scott Sherrington
Charles Scott Sherrington (27. listopadu 1857 – 4. března 1952) byl britský fyziolog, první člověk, který vysvětlil funkce nervové soustavy, význam synapse a reflexního oblouku. Za objev funkcí neuronu získal v roce 1932 spolu s E. D. Adrianem Nobelovu cenu za medicínu a fyziologii.

## Život
Studoval fyziologii na Oxfordské univerzitě. Jeho učitelem byl Sir Michael Foster.
Později se stal na Oxfordské univerzitě profesorem a v roce 1896 zde objevil „synapse“, to jest spoje mezi jednotlivými nervy a nervovými (mozkovými a míšními) drahami. Synapse uskutečňují elektrochemickou cestou převod mezi nimi. Tento základní objev vysvětluje funkci nervového systému jak periferního, tak centrálního (mozku a míchy).
Dalším velkým Sherringtonovým objevem byla „reciproční inervace“. To znamená, že každý orgán, včetně systému svalového, má dvoje nervy, budivé a tlumivé. Rovnováha mezi nimi umožňuje veškerou činnost organismu a koordinaci různých činností, zejména hybnosti.
V roce 1906 vyšla v Edinburghu Sherringtonova práce „O integrativní činnost nervové soustavy“, v roce 1922 v Londýně „Některé pohledy na zvířecí mechanismy“. Sherrington vysvětlil funkce nervové soustavy, význam synapse a reflexního oblouku (podráždění-cítivý nerv-mícha-hybný nerv-sval-hybná reakce), což je podstata činnosti nervového systému. Měl na nervovou soustavu holistický (celostní) pohled a tuto filozofii vyjadřoval ve svých pracích. To vedlo také k jeho sporům s I. P. Pavlovem, ty však mají v životě obou velikánů jen podružný význam.
Jako první popsal klinický obraz decerebrační rigidity.
Charles Scott Sherington se dožil požehnaného věku 95 let. Byl celou anglickou lékařskou veřejností velice uctíván. V roce 1932 mu byla udělena Nobelova cena. Později ho britský král Jiří VI. pasoval na rytíře, což se v Anglii jako v jediné zemi ještě děje, takže se stal Sirem Charlesem Sherringtonem. Svého vysokého věku se dožil v plné svěžesti – o svých devadesátých narozeninách dokonce mluvil v britském rozhlase BBC.